# La signora del mondo
La signora del mondo (Die Herrin der Welt) è un serial muto diretto da Joe May, Uwe Jens Krafft e Karl Gerhardt e prodotto da Joe May. Diviso in otto parti, venne distribuito negli anni 1919/1920.

## Trama
Episodi del serial:
1. L'amica dell'uomo giallo (Die Herrin der Welt 1. Teil - Die Freundin des gelben Mannes), regia di Joseph Klein e Joe May
2. Die Herrin der Welt 2. Teil - Die Geschichte der Maud Gregaards, regia di Joe May
3. Die Herrin der Welt 3. Teil - Der Rabbi von Kuan-Fu, regia di Joe May
4. Il re Makomba (Die Herrin der Welt 4. Teil - König Macombe), regia di Joseph Klein e Uwe Jens Krafft
5. Ophir, la città del passato (Die Herrin der Welt 5. Teil - Ophir, die Stadt der Vergangenheit), regia di Uwe Jens Krafft
6. La miliardaria (Die Herrin der Welt 6. Teil - Die Frau mit den Millionarden), regia di Uwe Jens Krafft
7. La benefattrice dell'umanità (Die Herrin der Welt, 7. Teil - Die Wohltäterin der Menschheit), regia di Karl Gerhardt
8. La vendetta di Maud (Die Herrin der Welt 8. Teil - Die Rache der Maud Fergusson), regia di Joe May

## Produzione

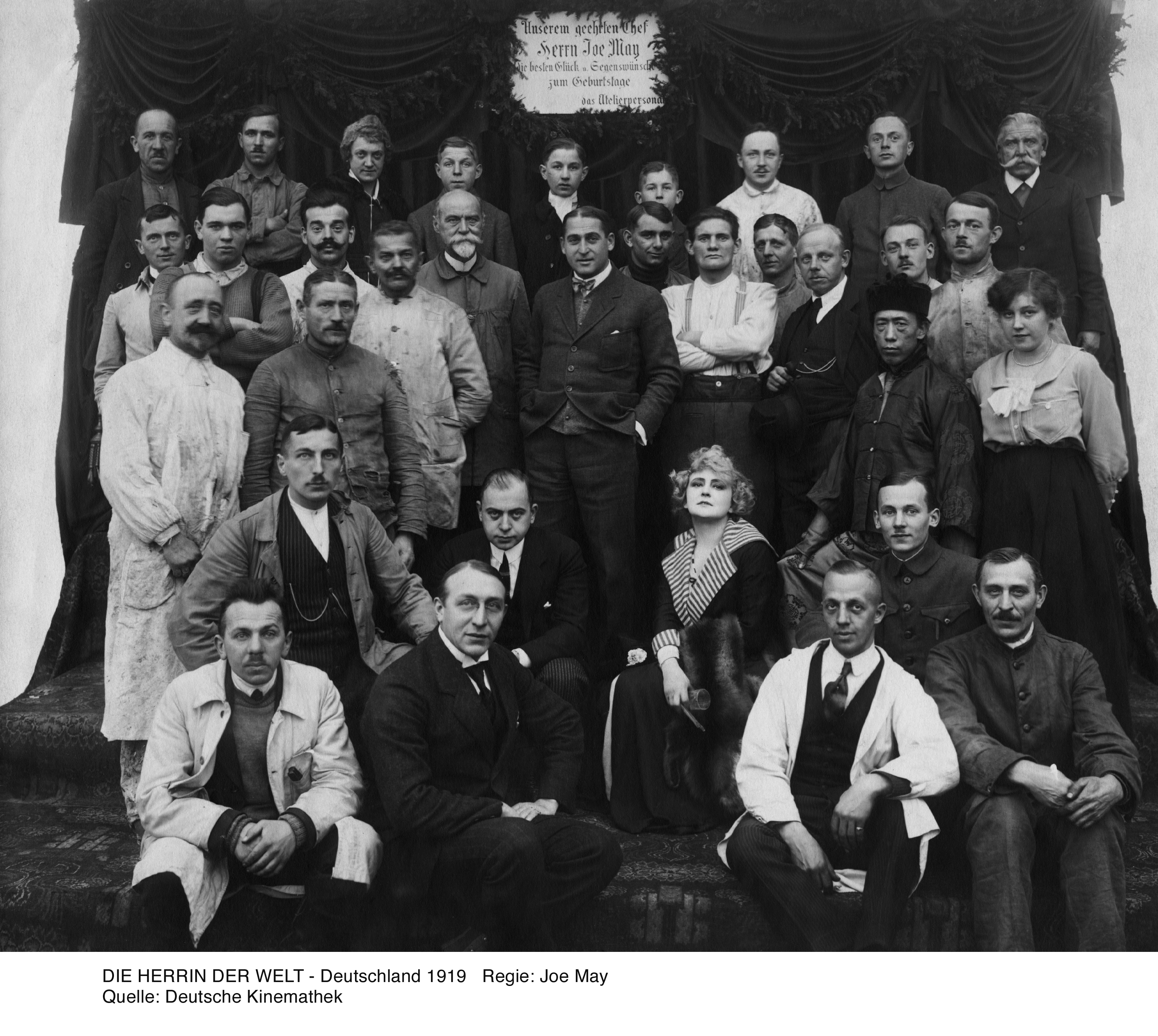
Cast e troupe del serial. Al centro, con le mani in tasca, Joe May; quarto, alla sinistra di May, lo scenografo Otto Hunte; seduta al centro, l'attrice Mia May.

Il film fu prodotto dalla May-Film.

## Distribuzione
Venne distribuito in Italia dalla società Danisk nel 1921.